# Lonchaea hesperia
Lonchaea hesperia är en tvåvingeart som beskrevs av Mcalpine 1964. Lonchaea hesperia ingår i släktet Lonchaea och familjen stjärtflugor. Inga underarter finns listade i Catalogue of Life.